# Xã Blue Creek, Quận Adams, Indiana
Xã Blue Creek (tiếng Anh: Blue Creek Township) là một xã thuộc quận Adams, tiểu bang Indiana, Hoa Kỳ. Năm 2010, dân số của xã này là 1.440 người.